# 슬로베니아의 역사
이 문서는 슬로베니아의 역사를 기술한다.
초기 청동기 시대에 원시 일리리아 부족은 현재의 알바니아에서 트리에스테까지 뻗어 있는 지역에 정착했다. 슬로베니아 영토는 로마 제국의 일부였으며 고대 후기와 중세 초기에 있었던 이주 시대의 침입으로 황폐해졌다. 판노니아 평원에서 이탈리아로 가는 주요 경로는 현재의 슬로베니아를 통과했다. 현대 슬로베니아인의 조상인 알파인 슬라브족은 서기 6세기 후반에 이 지역에 정착했다. 신성 로마 제국은 거의 1,000년 동안 이 땅을 지배했다. 14세기 중반부터 1918년까지 슬로베니아 대부분은 합스부르크 왕가의 지배를 받았다. 1918년, 대부분의 슬로베니아 영토는 유고슬라비아의 일부가 되었다. 슬로베니아 사회주의 공화국은 1945년 연방 유고슬라비아의 일부로 만들어졌다. 슬로베니아는 1991년 6월 유고 슬라비아로부터 독립을 얻었으며, 오늘날에는 유럽 연합과 NATO의 회원국이다.